# Dicranomyia (Dicranomyia) alboapicalis
Dicranomyia (Dicranomyia) alboapicalis is een tweevleugelige uit de familie steltmuggen (Limoniidae). De soort komt voor in het Neotropisch gebied.